# Angelantonio Masini

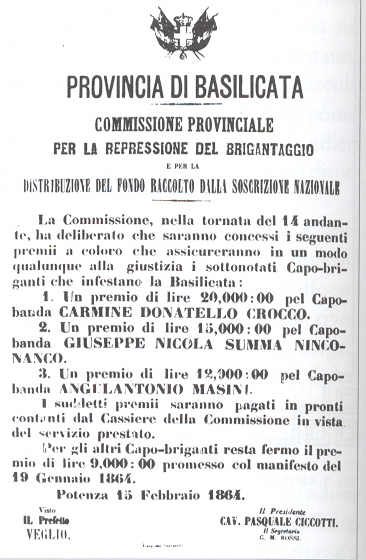
Taglia sulla cattura di Carmine Crocco, Ninco Nanco e Angelantonio Masini

Angelantonio Masini, soprannominato Ciuccolo (Marsicovetere, 1837 – Padula, 20 dicembre 1864), è stato un brigante italiano, che operò in Basilicata, Terra di Bari e Vallo di Diano. Fu tra i più temibili briganti postunitari e tra i massimi ricercati in Basilicata, dopo Ninco Nanco e Carmine Crocco.

## Biografia
Di padre ignoto, adottò il cognome della madre. Cresciuto nella miseria, sin da piccolo iniziò a lavorare come contadino e pastore. Era definito da fonti dell'epoca come un ragazzo prestante, di bell'aspetto e di alta statura. Raggiunta la maggiore età, venne reclutato nella fanteria dell'esercito borbonico ma disertò quando un reparto delle truppe borboniche si ritirò davanti ai garibaldini in Calabria, tornando nel proprio paese natio e rimanendo disoccupato. Con l'unità d'Italia l'instaurazione della dinastia Savoia, rifiutò la chiamata alle armi e si rifugiò sul monte Volturino, formando, assieme al cugino Nicola Masini detto Colicchione, una banda di briganti.
Inizialmente attivo nella Val d'Agri, in seguito arrivò ad effettuare scorrerie nelle zone di Melfi, Matera e Terra di Bari, unendosi alle bande dei temibili briganti del Vulture come Carmine Crocco, Ninco Nanco e Giuseppe Caruso. Fu anche attivo nel Vallo di Diano e nel Cilento, saccheggiando in particolare le campagne di Montesano, Arenabianca e Padula. Durante le sue grassazioni, conobbe Maria Rosa Marinelli, giovane contadina che abitava presso suo zio Francesco Nasca, dopo che suo padre fu arrestato con l'accusa di manutengolismo. La Marinelli, arrestata e poi rilasciata perché sospettata di connivenza con Masini, decise poi di seguirlo diventando la sua druda.
Con la nomina del generale Emilio Pallavicini, che fruttò la cattura e la fucilazione di numerosi briganti nel Vulture e in Capitanata, Masini si vide costretto a ripiegare nel Vallo di Diano, cercando protezione e sostentamento nell'influente famiglia Acciari, baroni di Sala Consilina. L'abitazione della nobile famiglia Acciari ospiterà anche la sua consorte Maria Rosa. Nel 1864 venne emessa su di lui una taglia di 12 000 lire, rendendolo il terzo brigante più ricercato dalla commissione antibrigantaggio lucana, preceduto da Ninco Nanco (15 000 lire) e Carmine Crocco (20 000 lire).
Masini venne ucciso a Padula durante una serata del 20 dicembre 1864, in un'imboscata tesa dalla Guardia Nazionale del posto, comandata da Filomeno Padula, e da un reggimento di fanteria del regio esercito, guidato dal capitano Francesco Fera, in combutta con un manutengolo che l'aveva ospitato nella sua abitazione. La sua consorte Maria Rosa si costituì e fu condannata a quattro anni di carcere dal tribunale di Potenza. Con la morte del capobrigante, la sua banda venne decimata e i suoi giustizieri vennero decorati ed onorati. Filomeno Padula ricevette un premio di 2 857 lire mentre Francesco Fera ricevette un'onorificenza dell'ordine militare di Savoia e fu elogiato dal ministro della guerra Agostino Petitti di Roreto.

### La filastrocca sulla fine del brigante
Poco dopo l'uccisione di Masini iniziò a circolare a Padula una filastrocca che racconta gli avvenimenti della serata del 20 dicembre 1864. L'autore è sconosciuto e venne tramandata oralmente senza essere mai stata trascritta. La versione riportata di seguito è stata ricostruita da Giuseppina Pinto.
Maria Rosa beltà divina
tutt'u munn a te s'nchina
Tein 'na vest r' seta fina
ca t'ha fatt' u caru Masin
Tien li scarp' r' pell prigiata
ca cumpa' Masin t'ha rialat
Tien' nu vantsin r seta Gregorio
ca t'ha cusut cumpa' Vittorio
Tien li trezz bell e durat
e tutt u' riest è comm na fata
Ind' a la camer' r Masino
C'è na lampada mortacina
Ohi Masino mio stamn attiend
ca stasera c'è trar'miend
Maria Rosa mia statt'sicura
ca 'a casa ru cumpar nun c'è paura
All'intrasatt s'apriu la porta
e Masin' sbiancau comm' a la mort
Si Masin 'na cosa 'e chesta sapia
a chiesa e San Martin l'abbattia
e Maria Rosa pronta e lesta
s' menau pe la f'nesta
Pe' cumpa' G'lard lu traditor
Masin perdiu la vita e l'onor
Fu strasc'nat p' dret e p' nnand
e ch'est è la fin r lu brigand